# Gynoplistia splendens
Gynoplistia splendens là một loài ruồi trong họ Limoniidae. Chúng phân bố ở miền Australasia.